# Irvington, Kentucky
Irvington är en stad (city) i Breckinridge County i delstaten Kentucky, USA. 2010 hade staden 1 181 invånare.